# آرویو ترینتا
آرویو ترینتا (به پرتغالی: Arroio Trinta) یک منطقهٔ مسکونی در برزیل است که در سانتا کاتارینا واقع شده‌است. آرویو ترینتا ۳٬۵۴۹ نفر جمعیت دارد.